# Haribert I.
Haribert I. (francosko Caribert, latinsko Haribertvs) je bil drugi najstarajši sin frankovskega kralja Klotarja I. in Ingunde in kralj Pariza, ki je vladal od leta 561 do 567, * okoli 517, † december 567.

## Življenje
Leta 556 je Klotar poslal Hariberta in njegovega brata Guntrama proti njuni mačehi Huni in mlajšemu polbratu Hramnu, ki sta se uprla. Hramn se je skrival v gorah v pokrajini Limousin. Ker so pogajanja med njimi spodletela, sta se obe vojski začeli pripravljati na bitko, ki jo je nato preprečilo neurje. Hramn je svojima polbratoma poslal lažno pismo s sporočilom, da jim je umrl oče, zato sta se  Haribert in Guntram nemudoma vrnila v Burgundijo, da bi zavarovala svoja položaja.
Po Klotarjevi resnični smrti leta 561 se je Frankovsko kraljestvo razdelilo med njegove sinove. Vsak sin je dobil svoje kraljestvo, ki ni bilo nujno geografsko strnjeno, ampak je lahko vsebovalo dve med seboj nepovezani regiji in se je imenovalo po glavnem mestu. Haribert je nasledil Nevstrijo, pokrajino med Somo in Loaro, Akvitanijo in Novempopulano s Parizom kot glavnim mestom.  Njegova druga pomembna mesta so bila Rouen,  Tours,  Poitiers,  Limoges,  Bordeaux, Toulouse, Cahors in Albi. Guntram je dobil Burgundijo, Sigibert Avstrazijo vključno z Reimsom in glavnim mestom Metzom. Najmlajši brat Hilperik  je dobil kompaktno kraljestvo z glavnim mestom Soissons.

## Družina
Haribert je bil poročen z Ingobergo, s katero je imel hčerko Berto (539–okoli 612). Ob ženi je imel tudi več priležnic. Z Merofledo, hčerko mikalca volne, in njeno sestro Markovefo je imel hčerki Bertofledo, nuno v Toursu, in Klotildo, nuno v Poitiersu. S Teodegildo (ali Teodehildo), hčerko kravjega pastirja, je imel svojega edinega sina, ki je umrl v otroštvu. 
Haribert, ki je bil komaj kaj več kot kralj v Parizu, je svojo hčerko Berto poročil 
s poganskim kentskim kraljem Etelbertom I.. Hčerka je s seboj kot osebnega spovednika odpeljala škofa Liudharda. Njen vpliv na kentskem dvoru je bil ključen za uspeh misije svetega Avguština Canterburyjskega leta 597.

## Smrt
Čeprav je bil Haribert uglajen in dobro poučen o pravu, je bil eden od najbolj brutalnih in samopašnih zgodnjih Merovingov in zato izobčen, kar se je Merovinški dinastiji zgodilo prvič. Njegova prezgodnja smrt leta 567 je bila posledica njegovih izpadov.  Pokopali so ga v Blavia castellum, vojaški utrdbi v Armoriki. 

## Zapuščina
Haribertovo kraljestvo so si po njegovi smrti razdelili bratje in se strinjali, da mora Pariz ostati nedeljiv. Njegova preživela kraljica Teodehilda, ena od štirih, je predlagala, da bi se poročila z Guntramom, vendar je cerkveni zbor v Parizu leta 557 takšne poroke razglasil za nezakonite in incestne. Guntram jo je zato proti njeni volji poslal v samostan v Arlesu.

## Zgodovinski viri
Glavni vir podatkov o Haribertovem življenju je Zgodovina Frankov  avtorja Gregorja Tourskega, z angleške perspektive pa Bedejeva Cerkvena zgodovina angleškega ljudstva (Historia Ecclesiastica Gentis Anglorum).